# Maurice Floquet
Pour les articles homonymes, voir Floquet.
Maurice Floquet, né le 25 décembre 1894 à Poissons (Haute-Marne) et mort le 10 novembre 2006 à Montauroux (Var), est le cinquième dernier poilu de la Première Guerre mondiale et supercentenaire.
Il est doyen des Français à sa mort à l'âge de 111 ans et 320 jours.

## Biographie

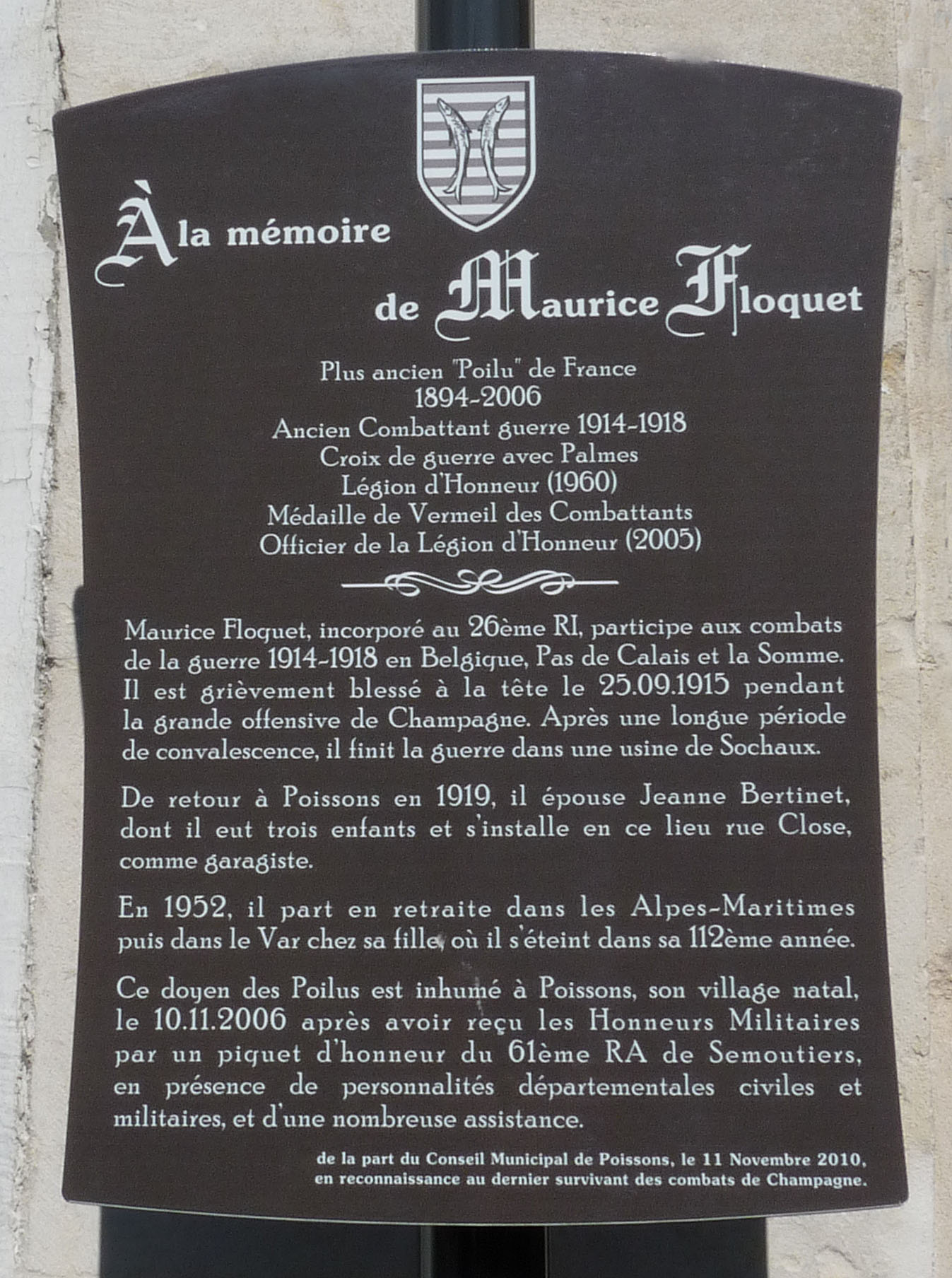
Plaque commémorative à Poissons (Haute-Marne).

Incorporé au 26e régiment d'infanterie le 4 septembre 1914, il sert en Belgique, puis dans le Pas-de-Calais et la Somme. En 1915, il est par deux fois grièvement blessé, lors d'un corps à corps, puis par une grenade offensive. Il subit plusieurs greffes et perd l'usage d'une oreille. Envoyé à Sochaux pour travailler en usine, il ne rentre chez lui qu'en 1919. 
Après la guerre, il crée une affaire artisanale de réparation agricole et automobile à Poissons. Arrière-arrière-grand-père, il connaît la cinquième génération de sa descendance. 
Il reçoit la médaille d'or de l'Office national des anciens combattants et victimes de guerre (ONAC) et une médaille de la quatrième génération du feu (anciens combattants de 1964 à aujourd'hui).

## Décorations
Le 31 décembre 2004, juste après l'anniversaire de ses 110 ans, Maurice Floquet est promu au grade d'officier dans l'ordre national de la Légion d'honneur, il était chevalier dans l'ordre depuis le 2 février 1960.
Il est titulaire de la croix de guerre 1914-1918 et de plusieurs autres décorations, dont la médaille des blessés de guerre.